# Nadav Guedj
Nadav Guedj (hebr. ‏'נדב גדג‎) (ur. 2 listopada 1998 w Paryżu) – francusko-izraelski piosenkarz.
Laureat drugiej edycji programu HaKochaw HaBa (2015). Reprezentant Izraela w 60. Konkursie Piosenki Eurowizji (2015).

## Kariera
Po raz pierwszy wystąpił publicznie na scenie jako dziesięciolatek, kiedy wystąpił na obchodach bar micwa swojego starszego brata. Kilka lat później dołączył do oficjalnego zespołu miasta Netanja, z którym m.in. wystawił izraelski musical Marry-loo, oparty na utworach autorstwa Tzvika Pika.

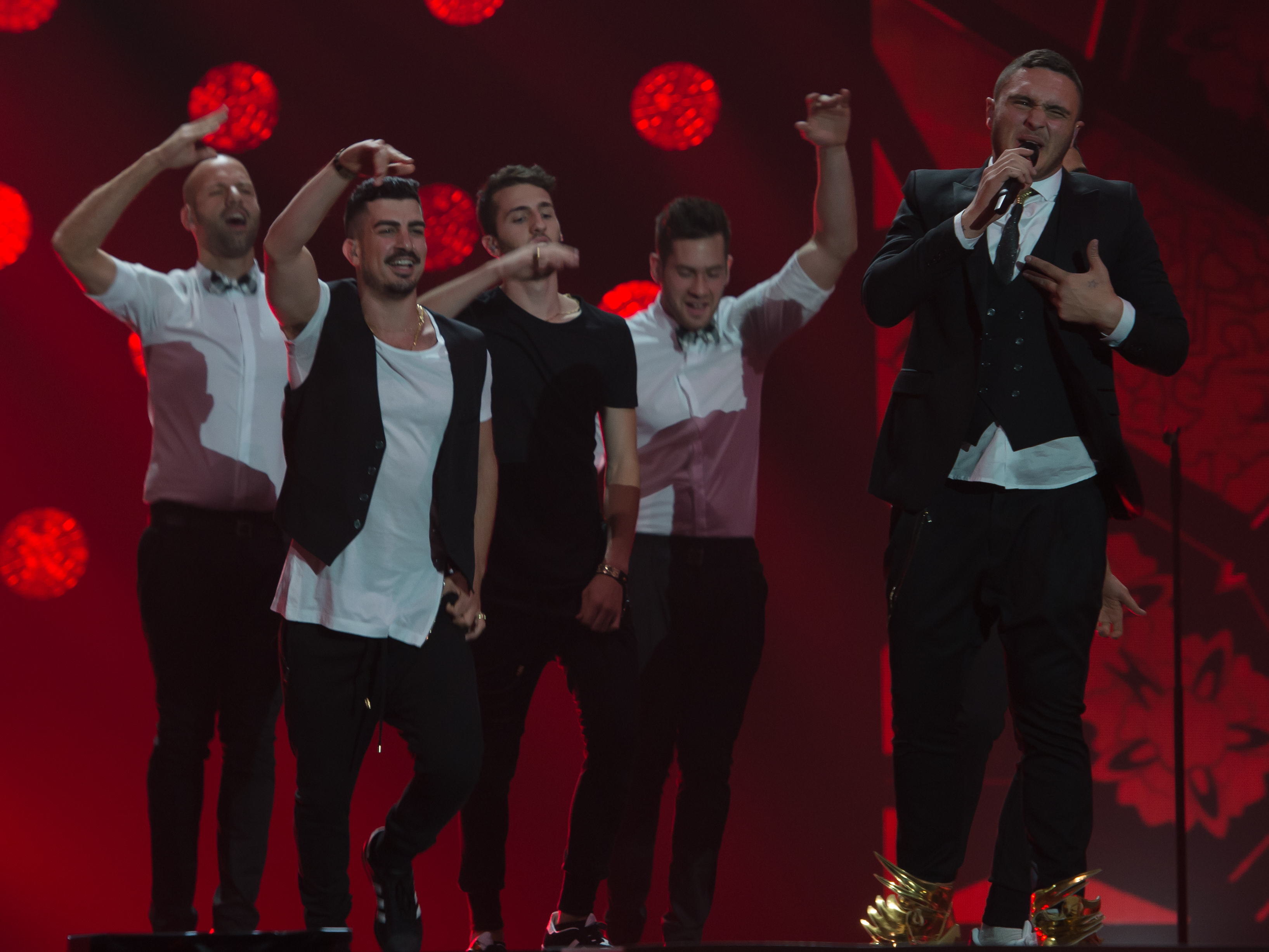
Nadav Guedj podczas występu w 60. Konkursie Piosenki Eurowizji w maju 2015

Profesjonalną karierę muzyczną rozpoczął pod koniec 2014 udziałem w przesłuchaniach do drugiej edycji programu HaKochaw HaBa. W pierwszej rundzie zaśpiewał utwór „Russian Roulette” z repertuaru Rihanny i zakwalifikował się do kolejnej rundy. Zakwalifikował się na listę 45 kandydatów walczących o udział w finale, ostatecznie dostał się do stawki razem z 15 innymi uczestnikami. W kolejnych etapach programu zaśpiewał m.in. piosenki „Halo” i „Crazy in Love” Beyoncé oraz „Locked Out of Heaven” Bruno Marsa. 17 lutego 2015 roku wystąpił w finale jako jeden z czterech uczestników i ostatecznie wygrał, dzięki czemu został reprezentantem Izraela w 60. Konkursie Piosenki Eurowizji organizowanym w Wiedniu. Pod koniec lutego ogłoszono, że jego konkursową propozycją będzie utwór „Golden Boy”, który miał premierę 12 marca. W maju wystąpił w drugim półfinale Eurowizji i awansował do sobotniego finału, w którym zajął dziewiąte miejsce, zdobywając łącznie 97 punktów. Po udziale w konkursie wydał teledysk do utworu „Summer Together”, napisanego na potrzeby organizowanego w sierpniu wydarzenia Coca Cola Summer Love pod patronatem firmy Coca-Cola. W kolejnych miesiącach wydał kilka singli: „Cool Vibes”, „Jump”, „Make You Mine” i „Hold the City”. 25 maja 2016 wydał debiutancki album studyjny, zatytułowany po prostu Nadav Guedj.

## Dyskografia
Albumy studyjne
- Nadav Guedj (2016)

Single
- 2015 – „Golden Boy”
- 2015 – „Good Vibes”
- 2015 – „Jump”
- 2016 – „Make You Mine”
- 2016 – „Hold the City”
- 2016 – „Elle M’rend Fou”